# Подемски, Дженнифер
Дженнифер Подемски (англ. Jennifer Podemski; род. 1 января 1974, Торонто) — канадская актриса кино и телевидения, телепродюсер, телесценаристка и телережиссёр.

## Биография
Дженнифер Подемски родилась 3 мая 1973 года в Торонто (Канада). Отец — израильский еврей из Кфар-Савы, мать — «коренная канадка» из группы анишинаабе, родом из Саскачевана. Её бабушка и дедушка по отцовской линии были евреями родом из Польши, пережили Холокост, переехали в Канаду после Второй мировой войны. Бабушка и дедушка по материнской линии — «коренные канадцы», у которых, по словам сестры Тамары, «их культурную самобытность систематически отбирали в том, что в Канаде называлось школами-интернатами». Есть две сестры, которые тоже стали актрисами: Тамара (род. 1977) и Сара (род. 1983). После многих лет брака мать Дженнифер развелась (в связи со своим алкоголизмом) с её отцом, и три девочки остались на воспитании мужчины.
Много путешествовала по Северной Америке в качестве наставника и защитника интересов коренных народов.

### Карьера
С 1991 года Подемски начала сниматься в телесериалах и телефильмах, в 1994 году состоялся дебют девушки в кинофильме.
Карьеру телепродюсера она начала с 2000 года: здесь в её кинокопилке несколько короткометражных лент, видеоклипов, церемонии награждения различными премиями, а с 2014 по 2019 год выступила продюсером почти сотни эпизодов (в общей сложности) довольно известных сериалов.
В 2018—2019 годах Подемски выступила режиссёром 26 эпизодов документального сериала «История будущего», в 2023 году — церемонии награждения Indspire Awards 2023.
С 2003 по 2023 год она стала сценаристкой шестнадцати эпизодов (в общей сложности) четырёх телесериалов.

### Личная жизнь
О личной жизни Подемски, о её муже ничего широкой общественности неизвестно, за исключением того факта, что у неё есть сын по имени Мишель Подемски-Бедар. Год его рождения неизвестен, он малоизвестный актёр кино и телевидения, малоактивно снимается с 2018 года по настоящее время (сентябрь 2013 года).

## Награды и номинации
С полным списком кинематографических наград и номинаций Дженнифер Подемски можно ознакомиться на сайте IMDb.

## Фильмография

### Актриса на широком экране
- 1994 — Танцуй со мной на улице / Dance Me Outside — Сэди Маракл
- 1996 — Богус / Bogus — артистка цирка
- 2007 — Осколки / Fugitive Pieces — Грейс
- 2011 — Любит / Не любит / Take This Waltz — Карен
- 2013 — Джимми Пикар / Jimmy P: Psychotherapy of a Plains Indian • Jimmy P. (Psychothérapie d'un Indien des Plaines)[13] — Кукла
- 2013 — Империя грязи[англ.] / Empire of Dirt — Минни Махикан
- 2015 — Песня огня[англ.] / Fire Song — Джеки
- 2018 — Прощальная речь[англ.] / Mouthpiece — миссис Каппо
- 2020 — Побег Акиллы[англ.] / Akilla's Escape — миссис Розенталь

### Актриса телевидения
- 1991 — Заговор молчания[англ.] / Conspiracy of Silence — Сесилия (во 2-й серии)
- 1993 — Ворожея[англ.] / The Diviners — Пике
- 1993 — Особняк маньяка[англ.] / Maniac Mansion — Ким (в эпизоде Freddie Had a Little Lamb)
- 1996—1997 — ? / The Rez — Сэди Маракл (в 24 эпизодах)
- 1997 — Не навреди[англ.] / …First Do No Harm — медсестра
- 1999 — Аниморфы / Animorphs — Саманта (в эпизоде Tobias)
- 2003 — Отдел мокрых дел / Blue Murder — Элис Трамбле (в эпизоде John Doe)
- 2003—2006 — ? / Moccasin Flats — Деб Джонсон (в 16 эпизодах)
- 2003—2010 — Деграсси: Следующее поколение / Degrassi: The Next Generation — мисс Шантель Сове (в 15 эпизодах[англ.])
- 2004 — Это Страна чудес[англ.] / This Is Wonderland — Бет Тейлор (в эпизоде #1.7)
- 2005 — Сью Томас: Зоркий детектив[англ.] / Sue Thomas: F.B.Eye — Рози (в эпизоде Bad Girls)
- 2005 — Минуты наследия[англ.] / Heritage Minutes — Берил Принс (в эпизоде Tommy Prince)
- 2007—2008 — ? / Rabbit Fall — Шэрон Мон • фигура в капюшоне (в 3 эпизодах)
- 2008 — Граница[англ.] / The Border — Джо Монро (в эпизоде Gray Zone)
- 2013 — Дело Дойлов[англ.] / Republic of Doyle — Мария Хаус (в эпизоде The Overpass)
- 2014 — Нежная кожа[англ.] / Sensitive Skin — злая женщина (в эпизоде The Mummy)
- 2014—2015 — Блэкстоун[англ.] / Blackstone — доктор Луиза Краушу (в 8 эпизодах)
- 2017 — Частные сыщики / Private Eyes — полковник (в эпизоде The Good Soldier)
- 2017—2018 — ? / Hard Rock Medical — Бонни (в 14 эпизодах)
- 2018 — Прости меня[англ.] / Forgive Me — Мария (в 2 эпизодах)
- 2019 — Кардинал[англ.] / Cardinal — Венди Дюшен (в 4 эпизодах)
- 2021 — Вылет[англ.] / Departure — Гейл (в 5 эпизодах)
- 2021—2023 — Псы резервации / Reservation Dogs — Вилли, мамаша Джека (в 3 эпизодах)
- 2023 — Обвиняемые[англ.] / Accused — Софи Талиман, судебный пристав (в эпизоде Naataanii's Story)

### Продюсер
- 2007—2008 — ? / Rabbit Fall — 14 эпизодов
- 2013 — Империя грязи[англ.] / Empire of Dirt
- 2014—2018 — Другая сторона / The Other Side — 54 эпизода
- 2018—2019 — История будущего / Future History — 26 эпизодов

### Прочие работы
- 2004 — Myst IV: Revelation — озвучивание роли: Аня (компьютерная игра)
- 2008 — ? / Rabbit Fall — сценаристка (эпизод Berry Fast)
- 2018—2019 — История будущего / Future History — режиссёр (26 эпизодов)